# NGC 3182
NGC 3182 is een spiraalvormig sterrenstelsel in het sterrenbeeld Grote Beer. Het hemelobject werd op 8 april 1793 ontdekt door de Duits-Britse astronoom William Herschel.

## Synoniemen
- UGC 5568
- MCG 10-15-62
- ZWG 290.27
- PGC 30176